# Virguloides
Virguloides es un género de foraminífero bentónico de la familia Fursenkoinidae, de la superfamilia Fursenkoinoidea, del suborden Buliminina y del orden Buliminida. Su especie tipo es Virguloides wellmani. Su rango cronoestratigráfico abarca el Oligoceno inferior.

## Discusión
Clasificaciones previas incluían Virguloides en el suborden Rotaliina del orden Rotaliida.

## Clasificación
Virguloides incluye a las siguientes especies:
- Virguloides wellmani